# Kallebäcksbacken

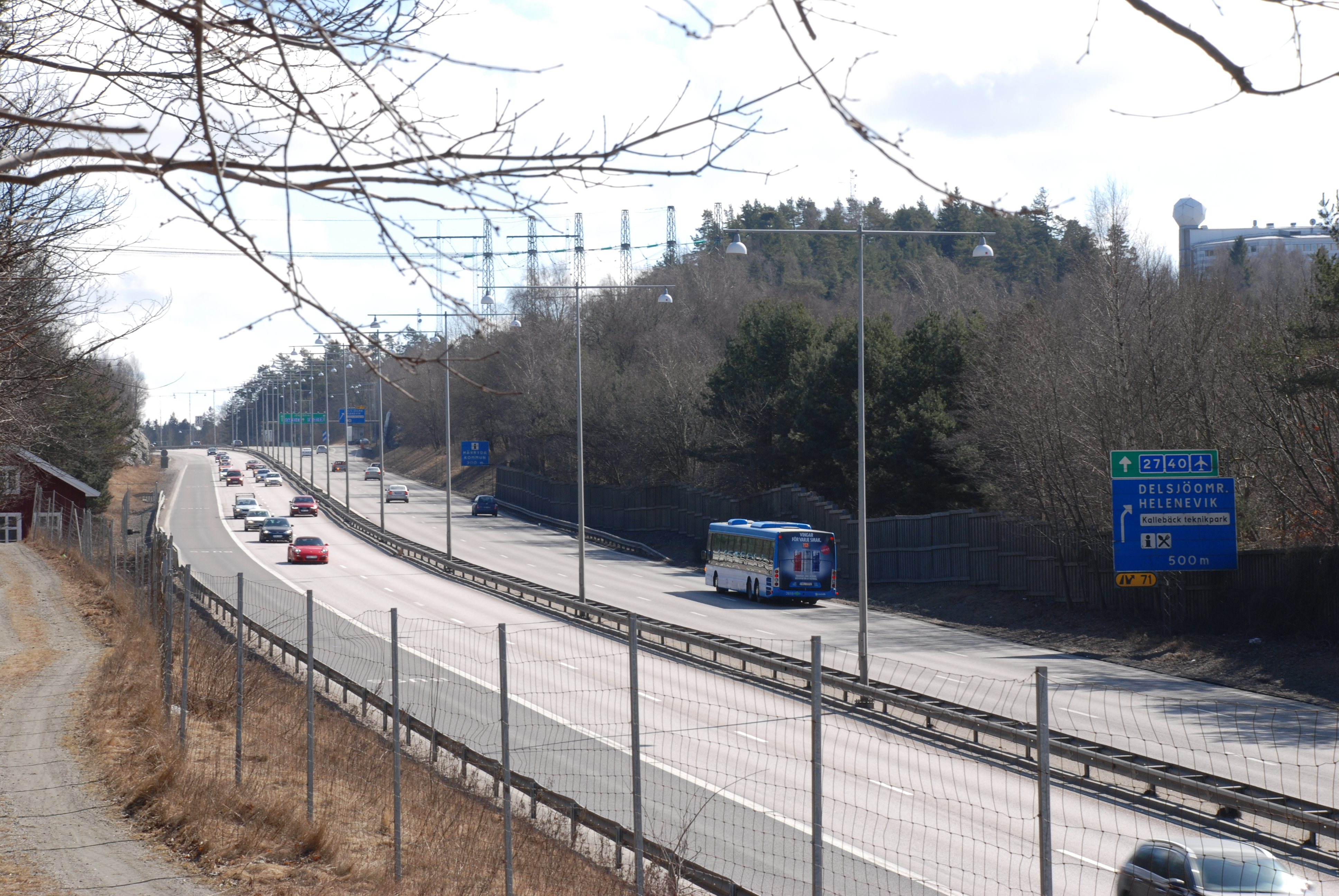
Boråsleden - Kallebäcksbacken i riktning mot Borås. Längst ut till vänster syns Kallebäcks f.d. skola där vägen fram till mitten av 1950-talet svängde av.

Kallebäcksbacken är en vägsträcka i Göteborg mellan Kallebäcksmotet och Delsjömotet, vilken utgör en del av Riksväg 40/Riksväg 27.
I slutet av 1950-talet inleddes utredningar om att bygga motorväg mellan Göteborg och Borås och i slutet av 1970-talet byggdes Riksväg 40 som motorväg mellan Göteborg och Landvetter.